# Lijst van Belgische adelsverheffingen 1983
Personen die in 1983 in de adel werden opgenomen of een adellijke titel verwierven.

## Prins
- Carl Christian de Habsbourg Lorraine, inlijving in de Belgische erfelijke adel met de titel van prins, overdraagbaar op alle afstammelingen die de naam dragen.

## Graaf
- Baron Jean-Charles Snoy et d'Oppuers, de persoonlijke titel graaf.

## Gravin
- Renée Lippens (1907-1988), persoonlijke adel en de titel barones.

## Burggraaf
- Frédéric Dumon, procureur-generaal Cassatie, erfelijke adel en persoonlijke titel burggraaf.

## Baron
- Frans-Antoon Van Den Bergh (1914-1990), voorzitter nv Tabacofina, erfelijke adel en de persoonlijke titel van baron.
- Jonkheer Jean de Cooman d'Herlinckhove (1901-1992), voorzitter Delhaize de Leeuw, de titel baron, overdraagbaar bij eerstgeboorte.
- Georges Danloy (1911-1999), generaal-majoor, erfelijke adel en de persoonlijke titel baron.
- Albert Englebert (1916-1997), erfelijke adel en de persoonlijke titel baron.
- Jules François, hoogleraar, oogarts, erfelijke adel en de persoonlijke titel baron.
- Eugène Rittweger de Moor, ambassadeur, erfelijke adel en de persoonlijke titel baron.
- Cecil de Strycker, erfelijke adel en de persoonlijke titel baron.
- Georges Vivario (1910-1990), luitenant-generaal, erfelijke adel en persoonlijke titel baron.

## Barones
- Josefa Verlinden, weduwe van Leonard Delwaide, persoonlijke adel en titel van barones.

## Ridder
- Jean van Damme (1923-1994), erfelijke adel en persoonlijke titel ridder.
- Jean van Gysel (1939- ), erfelijke adel en persoonlijke titel ridder.
- Ludovicus Teysen (1917-2004), luitenant-generaal, erfelijke adel en persoonlijke titel ridder.

## Jonkheer
- Guy du Bois (1925-2013), afgevaardigd bestuurder Spa Monopole, erfelijke adel.
- Robert Callebaut (1929- ), erfelijke adel.
- Paul de Chaffoy de Courcelles (1920-1992), erfelijke adel.
- Frédéric van der Kelen (1933- ), erfelijke adel.
- Marc-Joseph van der Kelen (1935-2025), erfelijke adel
- Jean Miszewski (1947- ), erkenning in de Belgische erfelijke adel.
- Adrien Modera dit Sauerwein, erfelijke adel.
- Pierre Willems de Ladersous (1913-1999), erfelijke adel.
- Marc Wittock (1910-2002), erfelijke adel.

## Jonkvrouw
- Anne de Hennin de Boussu Walcourt (1908-1992), weduwe van jonkheer Antoine du Bois de Bounam de Ryckholt (1904-1963), persoonlijke adel.
- Marthe de Ro (1906-1999), weduwe van Alfred van der Kelen (1904-1968), persoonlijke adel.